# Dunedin Southern Motorway
De Dunedin Southern Highway is een autosnelweg in het zuiden van Nieuw-Zeeland, die onderdeel is van de SH1. De weg loopt van Dunedin via Green Island en Fairfield naar Mosgiel. De weg is 11 kilometer lang en loopt door de regio Otago.